# Eurydike (Athen)
Eurydike (altgriechisch Εὐρυδίκη Eurydíkē; † nach 306 v. Chr.) war eine aus der Familie des Miltiades stammende Athenerin.
In erster Ehe war sie mit Ophellas, dem Herrscher von Kyrene, verheiratet. Nach dessen Tod (308 v. Chr.) kehrte sie nach Athen zurück. Als der Diadoche Demetrios I. Poliorketes 306 v. Chr. diese Stadt besuchte, nahm er die verwitwete Eurydike zur Gemahlin. Sie soll ihm einen Sohn namens Korrhagos geboren haben.